# Racing Tennis
Koninklijke Racing Tennisclub Mechelen (KRTM) is een Belgische tennisclub, die in 1930 werd opgericht door Louis Helas, en heeft een verwant verleden met Racing Mechelen (KRCM), waar de tennisclub nog steeds aan grenst. Na een stormloop van ledenaansluitingen tussen 1930 en 1931 greep een officiële stichting plaats op 6 juni 1931. De club kreeg het stamnummer 16. 
In de zomer van 1932 had de club, naast ongeveer 100 leden, reeds vier velden, waarvan er twee een ondergrond hadden in "perfecta" (gestampte pannen) 
In tegenstelling tot de vorige eeuw toen er verscheidene outdoor courts waren, beschikt de club beschikt vanaf 2013 nog over 2 indoor tennisvelden